# Chino y Nacho
 (juillet 2020).
Si vous disposez d'ouvrages ou d'articles de référence ou si vous connaissez des sites web de qualité traitant du thème abordé ici, merci de compléter l'article en donnant les références utiles à sa vérifiabilité et en les liant à la section « Notes et références ».
Chino & Nacho est un duo de pop vénézuélienne, originaire de Caracas au Venezuela composé de Jesús Alberto Miranda Pérez (Chino) (né le 15 novembre 1984) et Miguel Ignacio Mendoza Donatti (Nacho) (né le 22 août 1983).
En 2010, ils remportent un Latin Grammy de leur album studio Mi Niña Bonita.

## Histoire

### Calle Ciega (-2007)
Avant sa création, Chino et Nacho faisaient partie de la Boy band de Calle Ciega, ils ont réalisé cinq albums, dont notamment leur single "Mi Cachorrita" de l'album Una Vez Más. Calle Ciega a gagné une diffusion importante au Venezuela et dans les pays voisins. Le groupe s'est battu pour avoir plus de publicité que d'autres groupes vénézuéliens.
Calle Ciega employait divers genres musicaux, comme la plupart du reggaeton, et aimait mélanger la salsa et le merengue avec le reggaeton. Plus tard, le groupe a cessé de sortir des singles et a fini par se séparer.

### Chino & Nacho
En 2008, Chino & Nacho ont sorti leur premier album Epoca de Reyes, en circulation au Venezuela et dans les pays voisins.
En 2012, Chino & Nacho remportent les Pepsi Venezuela Music Awards pour l'artiste de l'année, l'album de l'année et la chanson de l'année. pour la vidéo de l'année en 2013, pour le thème de l'année en 2015, et pour l'artiste de l'année, l'artiste de fusion tropicale de l'année et le thème de l'année en 2017.

### Andas en Mi Cabeza, un succès (2016)
Le 29 février 2016, ils sortent Andas en Mi Cabeza, avec le rappeur portoricain Daddy Yankee qui connaît un grand succès en Amérique Latine et en Espagne, la vidéo comptabilise plus d'1,4 milliard de vues sur YouTube.

### La rupture (2017-2020)
Le 24 février 2017, après les rumeurs, Chino y Nacho annoncent la rupture du groupe

### Le retour (2020)
Le 11 mars 2020, après plusieurs jours de rumeurs sur les réseaux sociaux, le duo se réconcilie et annonce son retour.
Le 13 mars 2020, le groupe sort "Raro" marquant leur premier single depuis 3 ans.

## Discographie

### Albums
- 2008 : Epoca de Reyes
- 2010 : Mi Niña Bonita
- 2010 : Mi Niña Bonita: Reloaded
- 2011 : Supremo
- 2015 : Radio Universo

### Singles
- 2007 : Vagabundo de Amor (featuring Divino)
- 2008 : Dentro de Mi (featuring Don Omar)
- 2008 : Me Mata, Me Mata
- 2009 : Niña Bonita
- 2009 : Se Apago La Llama (featuring RKM and Ken-Y)
- 2009 : Lo Que No Sabes Tú
- 2010 : Tu Angelito
- 2011 : El Poeta
- 2012 : Bebé Bonita (featuring Jay Sean)
- 2012 : Regalame Un Muack (featuring El Potro  Alvarez)
- 2012 : Sin Ti
- 2013 : Chica Ideal
- 2014 : Tu me quemas (featuring Gente de Zona & Los Cadillac's)
- 2015 : Me Voy Enamorando (featuring Farruko)
- 2016 : Andas en Mi Cabeza (featuring Daddy Yankee)
- 2017 : Soy Tu Fan
- 2020 : Raro

### Featuring
- 2010 : Soñando (Djemba featuring Chino y Nacho)
- 2010 : Bla Bla Bla (El Potro Alvarez featuring Chino y Nachoo)
- 2011 : Dame un Besito (Fainal featuring Chino y Nacho)
- 2011 : La Vida es Bella (Ana Isabelle featuring Chino y Nacho)
- 2012 : Don Juan (Fanny Lu featuring Chino y Nacho)
- 2012 : Se Que Esta Noche Sera (Marilanne featuring Chino y Nacho)
- 2013 : Dime Si Tu (Estephy featuring Chino y Nacho)